# Wilhelm Backes
Wilhelm Backes (* 25. Juli 1921 in Pfalzel; † 12. September 1991 in Trier) war ein deutscher Verwaltungsbeamter und Politiker (SPD).

## Leben
Nach dem Besuch der Volksschule in Pfalzel und dem einjährigen Besuch einer privaten Handelsschule absolvierte Backes von 1936 bis 1939 eine Lehre als Rechtsanwaltsgehilfe. Im Anschluss folgte von 1939 bis 1944 die Teilnahme am Zweiten Weltkrieg. Von 1946 bis 1958 war er bei der Amtsverwaltung Ehrang angestellt. 1958 wechselte er als Beamter in den gehobenen Dienst bei der Stadtverwaltung Trier, wo er 1965 zum Amtsmann befördert wurde. Zuletzt war er bei der Stadt als Amtsrat und Stadtrentmeister tätig.
Backes trat 1946 in die SPD ein. Er war von 1950 bis 1963 Vorsitzender des SPD-Ortsverbandes Pfalzel, von 1958 bis 1969 Vorsitzender des SPD-Kreisverbandes Trier-Land und von 1965 bis 1969 Mitglied des SPD-Bezirksausschusses Rheinland/Hessen-Nassau. 1969 wurde er zum Vorsitzenden des SPD-Stadtverbandes Trier gewählt. Von 1952 bis 1965 war er Mitglied des Kreistages und des Kreisausschusses im Landkreis Trier. Im Kreistag war er von 1956 bis 1965 Vorsitzender der sozialdemokratischen Fraktion.
Dem Landtag von Rheinland-Pfalz gehörte Backes vom 22. Oktober 1965, als er für den ausgeschiedenen Abgeordneten Karl Haehser nachrückte, bis 1975 an. Bei den Landtagswahlen 1967 und 1971 wurde er jeweils über die Landesliste der SPD ins Parlament gewählt. Im Landtag war er von 1967 bis 1975 Mitglied des Ausschusses für Verwaltungsreform und von 1967 bis 1971 Mitglied des Haushalts- und Finanzausschusses.
Wilhelm Backes war seit 1944 verheiratet mit Anna, geb. Michl, und hatte drei Kinder.

## Auszeichnungen
- 1971: Verdienstkreuz am Bande der Bundesrepublik Deutschland
- 1975: Verdienstkreuz 1. Klasse der Bundesrepublik Deutschland